# Loyal to the Game
Loyal to the Game (englisch für: dem Spiel treu) ist das neunte Studioalbum des US-amerikanischen Rappers Tupac Shakur. Es ist das vierte postum veröffentlichte Album des Künstlers und erschien am 12. Dezember 2004 über die Labels Interscope und Amaru.

## Produktion und Samples
Mit 13 Liedern (Soldier Like Me, The Uppercut, Out On Bail, Ghetto Gospel, Black Cotton, Loyal to the Game, Thugs Get Lonely Too, N.I.G.G.A., Who Do You Love?, Crooked Nigga Too, Don’t You Trust Me?, Hennessey, Thug 4 Life) wurde ein Großteil der Songs von dem US-amerikanischen Rapper Eminem, der neben Tupacs Mutter Afeni Shakur auch als Ausführender Produzent fungierte, in Zusammenarbeit mit Luis Resto, produziert. Lediglich die Remixe zu den Tracks Po Nigga Blues (Scott Storch), Hennessey (Red Spyda), Crooked Nigga Too (Raphael Saadiq) und Loyal to the Game (DJ Quik) stammen von anderen Produzenten.
Drei Lieder des Albums enthalten Samples von Titeln anderer Künstler. So wird bei Ghetto Gospel das Stück Indian Sunset von Elton John gesampelt. Don’t You Trust Me? enthält Elemente des Songs Do You Have a Little Time von Dido und der Track N.I.G.G.A. sampelt (Don’t Worry) If There’s a Hell Below, We’re All Going to Go von Curtis Mayfield.

## Covergestaltung
Das Albumcover zeigt Tupac Shakur mit einer Brille und in weiß gekleidet, den Blick zur Seite gerichtet. Im linken Teil befindet sich ein Kreuz und der Schriftzug 2Pac in braun. Der Titel Loyal to the Game steht in der Mitte des Bildes und ist ebenfalls braun. Der Hintergrund ist komplett in weiß gehalten.

## Gastbeiträge
| Professionelle Bewertungen | Professionelle Bewertungen |
| -------------------------- | -------------------------- |
| Kritiken                   |                            |
| Quelle                     | Bewertung                  |
| laut.de                    | [ 2 ]                      |
| Rolling Stone              | [ 3 ]                      |
| allmusic                   | [ 4 ]                      |
| RapReviews                 | [ 5 ]                      |

Neben Tupac Shakur treten zahlreiche andere Künstler auf dem Album in Erscheinung. So ist der Hauptproduzent Eminem bei den Liedern Soldier Like Me und Black Cotton zu hören. Auf letzterem sind außerdem die Rapper Kastro und Young Noble der Gruppe Outlawz vertreten. Des Weiteren unterstützt Young Noble Tupac neben E.D.I. Mean beim Lied The Uppercut. Letzterer hat neben Sleepy Brown einen weiteren Gastauftritt in Hennessey (Red Spyda Remix). In den Refrains der Songs Thugs Get Lonely Too und Don’t You Trust Me? ist Nate Dogg beziehungsweise die britische Sängerin Dido zu hören. Der britische Künstler Elton John tritt auf Ghetto Gospel in Erscheinung, während die Rapgruppe G Unit einen Gastbeitrag im Lied Loyal to the Game hat. Der Rapper Jadakiss ist beim Stück N.I.G.G.A. zu hören und Obie Trice unterstützt Tupac im Track Hennessey. Außerdem enthält Po Nigga Blues (Scott Storch Remix) einen Gastauftritt von Ron Isley und Loyal to the Game (DJ Quik Remix) ist eine Kollaboration mit Big Syke und DJ Quik.

## Titelliste
| #  | Titel                                    | Gastbeiträge                   | Produzent             | Länge |
| -- | ---------------------------------------- | ------------------------------ | --------------------- | ----- |
| 1  | Soldier Like Me                          | Eminem                         | Eminem und Luis Resto | 3:50  |
| 2  | The Uppercut                             | E.D.I. Mean und Young Noble    | Eminem und Luis Resto | 3:50  |
| 3  | Out On Bail                              |                                | Eminem und Luis Resto | 3:54  |
| 4  | Ghetto Gospel                            | Elton John                     | Eminem und Luis Resto | 3:58  |
| 5  | Black Cotton                             | Eminem, Kastro und Young Noble | Eminem und Luis Resto | 5:03  |
| 6  | Loyal to the Game                        | G Unit                         | Eminem und Luis Resto | 3:23  |
| 7  | Thugs Get Lonely Too                     | Nate Dogg                      | Eminem und Luis Resto | 4:48  |
| 8  | N.I.G.G.A.                               | Jadakiss                       | Eminem und Luis Resto | 3:02  |
| 9  | Who Do You Love?                         |                                | Eminem und Luis Resto | 3:28  |
| 10 | Crooked Nigga Too                        |                                | Eminem und Luis Resto | 2:55  |
| 11 | Don’t You Trust Me?                      | Dido                           | Eminem und Luis Resto | 4:55  |
| 12 | Hennessey                                | Obie Trice                     | Eminem und Luis Resto | 3:27  |
| 13 | Thug 4 Life                              |                                | Eminem und Luis Resto | 2:54  |
| 14 | Po Nigga Blues (Scott Storch Remix)      | Ron Isley                      | Scott Storch          | 3:38  |
| 15 | Hennessey (Red Spyda Remix)              | E.D.I. Mean und Sleepy Brown   | Red Spyda             | 3:18  |
| 16 | Crooked Nigga Too (Raphael Saadiq Remix) |                                | Raphael Saadiq        | 4:02  |
| 17 | Loyal to the Game (DJ Quik Remix)        | Big Syke und DJ Quik           | DJ Quik               | 4:20  |

## Singleauskopplungen
Als Singles wurden die Songs Thugs Get Lonely Too und Ghetto Gospel ausgekoppelt.

## Rezeption

### Chartplatzierungen
Loyal to the Game erreichte Platz 50 der deutschen Albumcharts und konnte sich zwölf Wochen in den Top 100 halten. In den USA stieg das Album auf der Spitzenposition ein und konnte sich 23 Wochen in den Charts halten.
| ChartsChartplatzierungen       | Höchstplatzierung | Wochen |
| ------------------------------ | ----------------- | ------ |
| Deutschland (GfK)              | 50 (12 Wo.)       | 12     |
| Schweiz (IFPI)                 | 21 (8 Wo.)        | 8      |
| Vereinigte Staaten (Billboard) | 1 (23 Wo.)        | 23     |
| Vereinigtes Königreich (OCC)   | 20 (20 Wo.)       | 20     |

| ChartsJahrescharts (2005)      | Platzierung |
| ------------------------------ | ----------- |
| Vereinigte Staaten (Billboard) | 51          |

### Auszeichnungen für Musikverkäufe
Für mehr als eine Million verkaufte Exemplare wurde Loyal to the Game in den USA mit Platin ausgezeichnet. Außerdem erhielt das Album im Vereinigten Königreich eine Goldene Schallplatte für mehr als 100.000 verkaufte Einheiten.

| Land/Region                  | Auszeichnungen für Musikverkäufe (Land/Region, Auszeichnung, Verkäufe) | Verkäufe  |
| ---------------------------- | ---------------------------------------------------------------------- | --------- |
| Neuseeland (RMNZ)            | Gold                                                                   | 7.500     |
| Vereinigte Staaten (RIAA)    | Platin                                                                 | 1.200.000 |
| Vereinigtes Königreich (BPI) | Gold                                                                   | 100.000   |
| Insgesamt                    | 2× Gold · 1× Platin ·                                                  | 1.307.500 |

Hauptartikel: Tupac Shakur/Auszeichnungen für Musikverkäufe